# Ensalada
|  | Aquest article tracta sobre una composició musical. Vegeu-ne altres significats a «Amanida». |

L'ensalada és una composició musical polifònica, d'estil madrigalesc formada d'elements heterogenis. És de caràcter festiu i humorístic, lligat en general amb la temàtica nadalenca, en el text literari de la qual -i d'aquí el seu nom- s'hi barrejaven diversos idiomes, i que en el transcurs del seu discurs musical tot d'un plegat canviava d'estil, de manera que donava així un marcat caràcter de joc al desenvolupament de l'obra.
És una mena de quòdlibet, un tipus d'obra de miscel·lània de la fi de l'edat mitjana conreada a Alemanya. Va ser molt popular a la península Ibèrica durant el Renaixement, especialment el segle xvi. L'ensalada va ser concebuda per a diversió dels cortesans i va assolir gran fama a les festes reials.

## Definició
La denominació es deu als elements heterogenis que la integren. Existeix una definició del segle xvi donada per Sebastian de Covarrubias que defineix l'ensalada com un gènere de cançons que tenen diferents metres i són com a centons recollits de diversos autors.
Juan Díaz Rengifo, autor també de finals del segle xvi, dona la mateixa idea de varietat a la seva Arte Poética: Composició de cobles entre les quals es barregen totes les diferències de metres, no només espanyols, però d'altres llengües, sense ordre d'uns als altres, a la voluntat del poeta; i segons la varietat de la lletra va canviant la música.
És per això que, ja al segle xx, Higini Anglès defineix l'ensalada com un gènere quòdlibet en el qual diverses cançons estan inserides dins un teixit contrapuntístic que és original del compositor, malgrat que moltes de les melodies tractades estan extretes del repertori popular.

## Característiques musicals
Com suggereix el seu nom, l'ensalada és un gènere polifònic on es barregen diversos tipus de formes i textures musicals: 
- Religioses, com per exemple fragments de música litúrgica.
- Profanes, com ara villancets, romanços o cançons populars.
- Homofonia.
- Contrapunt.
- Polifonia, amb un nombre de veus variable,
- Elements còmics, èpics, seriosos o irònics.

Els seus texts es caracteritzen per barrejar diverses línies argumentals i amb freqüència també es barregen diverses llengües, com castellà, català, italià, francès, portuguès o llatí. També solen incloure generalment onomatopeies.

## Compositors
Mateu Fletxa el Vell representa el punt culminant en el desenvolupament, fins al punt que sovint se'l considera el creador de l'ensalada perquè és ell qui li dona una forma característica i la converteix en un subgènere molt clarament diferenciat de la resta de composicions de l'època.
Altres compositors rellevants d'ensalades varen ser Pere Alberc i Vila, Bartomeu Càrceres, Mateu Fletxa el Jove i Joan Brudieu.

## Obres
Les ensalades més antigues que es conserven es troben al Cancionero de Palacio, sent probablement Una montaña pasando, atribuïda a Garcimuñóz, la més antiga que es coneix. Al mateix cançoner tenim dues ensalades més compostes per Francisco de Peñalosa.
De Mateu Fletxa el Vell, el compositor d'ensalades més important, sabem que va escriure almenys onze ensalades, tot i que se n'han conservat deu, sis d'elles completes. Vuit d'elles van ser publicades el 1581 a Praga pel seu nebot Mateu Fletxa el Jove, en un llibre anomenat Les ensalades de Flecha. A la mateixa publicació, inclou dues ensalades compostes per ell mateix, una per Bartomeu Càrceres, una altra per F. Chacón i dues més compostes per Pere Alberch Vila. També ha arribat fins a nosaltres una altra ensalada anònima al Cançoner de Medinaceli titulada Salgan damas galanes. A més de les ensalades ja citades, se sap que n'existiren més de 20 que no han sobreviscut.
Es poden destacar les següents ensalades de Mateu Fletxa el Vell:
- El jubilate,. Mostra l'alegria pel naixement de Jesús.
- La negrina. Anomenada així perquè acaba amb un diàleg imitant el parlar dels negres que habitaven a la península Ibèrica el segle xvi.
- La justa. Representa una justa medieval entre Llucifer i Adam. Hi apareixen gran quantitat d'onomatopeies pròpies d'una batalla d'aquest tipus.

Cal citar també Las Cañas, de Mateu Fletxa el Vell, Mateu Fletxa el Jove i Joan Brudieu. És també una justa, en aquesta ocasió entre l'Amor i la Magestad que juguen a les canyes, que eren les llances pròpies d'aquests torneigs medievals.

### Llista d'ensalades
A continuació s'inclou una llista amb les obres que han sobreviscut i que es poden classificar com ensalades. Els codis de la columna de "Fonts" musicals s'especifiquen més a baix. Els de la columna d'"Enregistraments" s'especifiquen a la secció de "Discografia".

| Ensalada                    | Veus | Compositor             | Fonts                   | Comentaris | Enregistraments                                                 |
| --------------------------- | ---- | ---------------------- | ----------------------- | --- | --------------------------------------------------------------- |
| Una montaña pasando         | 4    | Garcimuñóz (atribuïda) | CMP                     | Possiblement la ensalada més antiga que es coneix. Està composta a 4 veus i incorpora la cançó Ay triste de mi ventura, el refrany Madre mía, muriera yo i un fragment del salm Super flumina Babylonis. | RES, BIN                                                        |
| Por las sierras de Madrid   | 6    | Francisco de Peñalosa  | CMP                     | Obra en la que es canten alhora quatre refranys tradicionals de diferents cançons i una frase final en llatí.                                                                                            | GIS, SAV, SEM, GOT, MIN                                         |
| Tú que vienes de camino     | 2    | Francisco de Peñalosa  | CMP                     | El seu text conté frases en diverses llengües. | YOR                                                             |
| El fuego                    | 4    | Mateu Fletxa el Vell   | ENS, CAI, CII           | | HES, HUE, RUD, CRC, LON, ARM, HAR, ROS, SAC                     |
| El jubilate                 | 4    | Mateu Fletxa el Vell   | CMM, CII                | | CAR, CRC, LON, ARM, HIL                                         |
| La bomba                    | 4    | Mateu Fletxa el Vell   | ENS, CMM, CAI, CII      | | HES, FAG*, KIN, JAN, CRC, LON, KIS, HAR, ORP                    |
| La caça                     | 4    | Mateu Fletxa el Vell   | CII                     | |                                                                 |
| La guerra                   | 4    | Mateu Fletxa el Vell   | ENS, CAI, CII           | | ARS, RIC**, CAR, PIF**, JAN, LAC, CON, REI*, CRC, LON, DUO, SAC |
| La justa                    | 4    | Mateu Fletxa el Vell   | ENS, CMM, DIF, CAI, CII | | RIC**, CAR, HES, KOL, HUE, COL, VOC, CRC, LON, ARM, ANG, SAC    |
| La negrina                  | 4    | Mateu Fletxa el Vell   | ENS, CAI                | | ARS*, CAR, HUE, COL, MAG, CAT*, CRC, LON, SAC                   |
| La viuda                    | 4    | Mateu Fletxa el Vell   | ENS                     | | HAR                                                             |
| Las cañas                   | 5    | Mateu Fletxa el Vell   | ENS                     | |                                                                 |
| Los chistes                 | 5    | Mateu Fletxa el Vell   | ENS                     | |                                                                 |
| El cantate o dança despadas | 5    | Mateu Fletxa el Vell   |                         | Perduda |                                                                 |
| La trulla                   | 4    | Bartomeu Càrceres      | ENS                     | S'encadenen diverses cançons mitjançant passatges polifònics. | CAP, NAT                                                        |
| El bon jorn                 | 4    | Pere Alberch Vila      | ENS                     | Segueix el model de les ensalades de Mateu Fletxa el Vell. Barreja castellà, català, occità i acaba en llatí.                                                                                            | COL                                                             |
| La lucha                    | 4    | Pere Alberch Vila      | ENS                     | |                                                                 |
| El molino                   |      | F. Chacón              | ENS                     | |                                                                 |
| La feria                    | 4    | Mateu Fletxa el jove   | ENS                     | Basada en la balada "En la ciudad de Toledo". |                                                                 |
| Las cañas                   | 4    | Mateu Fletxa el jove   | ENS                     | És una revisió de l'ensalada del mateix nom composta pel seu oncle, Mateu Fletxa el Vell. |                                                                 |
| Salgan damas galanes        |      | Anònim                 | CMM                     | |                                                                 |
(*) només un fragment de l'ensalada
(**) versió instrumental

- [CMP] - Cancionero de Palacio
- [CMM] - Cancionero de Medinaceli
- [ENS] - Las ensaladas de Flecha. Mateu Fletxa el jove. Praga. 1581. Només es conserva la part del baix.
- [DIF] - Le difficile de Chansons. Second Livre. Jacques Moderne. Lyon. Conté l'ensalada La justa, anomenada aquí La Bataille en Spagnol.
- [CAI] - Biblioteca de Catalunya. M 588 I.
- [CII] - Biblioteca de Catalunya. M 588 II.

### Obres relacionades
Encara que no són pròpiament ensalades, es poden citar també les següents obres:
- Sebastián Aguilera de Heredia va classificar com una ensalada una de les seves peces per a orgue per la varietat de temes i estils que conté.
- Enríquez de Valderrábano, al seu llibre Silva de Sirenas publicat el 1547, va anomenar "Soneto, a manera de ensalada" a una adaptació per a veu i vihuela del quòdlibet, Corten espadas afiladas, del Cançoner de Medinaceli.

## Discografia
La següent discografia s'ha ordenat per any d'enregistrament, però la referència és la de l'edició més recent en CD. No s'inclouen les recopilacions, només els discs originals.
- ???? - [GIS] La música en la Corte de los Reyes Católicos. Ars Musicae de Barcelona, Cor Al·leluia. Enric Gispert. MEC 1001
- 1968 - [ARS] Le Moyen-Age Catalan. Ars Musicae de Barcelona. Enric Gispert. Harmonia Mundi HMA 190 051. Dades a medieval.org - (anglès)
- 1968 - [RES] Music from the Time of Christopher Columbus. Musica Reservata. Philips 432 821-2 PM. Dades a medieval.org - (anglès)
- 1973 - [RIC] Die Instrumentalvariation in der Spanischen Renaissancemusik. Ricercare i l'Ensemble für Alte Musik Zürich. Michel Piguet i Jordi Savall. Dades a medieval.org - (anglès). Edició en CD en la compilació: Reflexe Vol. 3 Stationen Europäischer Musik. Dades a medieval.org - (anglès).
- 1976 - [YOR] Medieval and Renaissance Songs of Portugal and Spain. The New York Consort for Poetry and Music. Vox "Turnabout" TV 34693 (LP). Dades a medieval.org - (anglès)
- 1977 - [CAR] Ensaladas de Mateo Flecha, el viejo. Coral Carmina, solistes i conjunt instrumental. Jordi Casas. MEC 1015
- 1984 - [KIS] Madrigal History Tour. The King's Singers'. EMI Classics
- 1987 - [HES] Ensaladas. Flecha, Heredia, Arrauxo. Hespèrion XX i Studio musicae Valencia. Jordi Savall. Astrée (Naïve) ES 9961. Dades a medieval.org - (anglès)
- 1988 - [KOL] The Most beautiful madrigals. Collegium Vocale Köln. Wolfgang Fromme. CBS Odyssey M2K 45622 (2 Cds). Dades a medieval.org - (anglès)
- 1989 - [HIL] Sacred and Secular Music from six centuries. The Hilliard Ensemble. Hyperion Helios CDH 55148. Dades a medieval.org - (anglès)
- 1990 - [CAP] Bartomeu Càrceres: Villancicos & Ensaladas. Anonymes XVIe siècle. La Capella Reial de Catalunya. Montserrat Figueras, Jordi Savall. Astrée (Naïve) ES 9951. Dades a medieval.org - (anglès)
- 1991 - [HUE] Mateo Flecha el Viejo: Las Ensaladas. El Fuego, La Negrina, La Justa. Huelgas Ensemble. Paul Van Nevel. Sony Classical Vivarte SK 46699. Dades a medieval.org - (anglès)
- 1991 - [SAV] El Cancionero de Palacio, 1474-1516. Música en la corte de los Reyes Católicos. Hespèrion XX. Jordi Savall. Astrée (Naïve) ES 9943. Dades a medieval.org - (anglès)
- 1992 - [SEM] Por las sierras de Madrid. Música antigua 3. Grupo Sema. Pepe Rey. Sociedad General de Autores de España. Dades a medieval.org - (anglès)
- 1993 - [GOT] The Voice in the Garden. Spanish Songs and Motets, 1480-1550. Gothic Voices. Christopher Page. Hyperion 66653. Dades a medieval.org - (anglès)
- 1994 - [FAG] Insalata. I Fagiolini. Robert Hollingworth. Metronome 1004. Dades a medieval.org - (anglès)
- 1994 - [COL] La Justa. Madrigals and Ensaladas from 16th century Catalonia. La Colombina. Josep Benet. Accent 94103 Dades a medieval.org - (anglès)
- 1994 - [DUO] Musica Temporis Rudolphi II. Duodena Cantitans, Capella Rudolphina. Petr Danek. Supraphon 0192-2231
- 1996 - [NAT] Christmas in Spain - In natali Domini. La Colombina. Accent 96114. Dades a medieval.org - (anglès)
- 1996 - [BIN] Sola m'ire. Cancionero de Palacio. Ensemble Gilles Binchois. Dominique Vellard. Virgin Veritas 45359. Dades a medieval.org - (anglès)
- 1996 - [KIN] All the King's Men. Henry VIII & the Princes of the Renaissance. I Fagiolini, Concordia. Robert Hollingworth, Mark Levy. Metronome 1012. Dades a medieval.org - (anglès)
- 1996 - [PIF] Los Ministriles. Spanish Renaissance Wind Music. Piffaro Renaissance Band. Joan Kimball, Robert Wiemken. Archiv "Blue" 474 232. Dades a medieval.org - (anglès)
- 1996 - [CRC] Mateo Flecha: Las ensaladas. Isabel Palacios. Camerata Renacentista de Caracas. K617
- 1997 - [JAN] Canciones y Ensaladas. Chansons et pièces instrumentales du Siècle d'Or. Ensemble Clément Janequin. Dominique Visse. Harmonia Mundi HMC 90 1627. Dades a medieval.org - (anglès)
- 1997 - [MIN] Court and Cathedral. The two worlds of Francisco de Peñalosa. Concentus Musicus Minnesota. Arthur Maud. Meridian 84406. Dades a medieval.org - (anglès)
- 1997 - [RUD] Felix Austriae Domus. Music in the 16th century Hapsburg Empires. Duodena Cantitans, Capella Rudolphina. Petr Danek. Supraphon 3326-2 231. Dades a medieval.org - (anglès)
- 1997 - [LON] Las Ensaladas. New London Consort. Philip Pickett. Decca 444810
- 1997 - [ANG] México Barroco / Puebla V. Missa de la Batalla / Fabián Ximeno Pérez. Angelicum de Puebla. Benjamín Juárez Echenique
- 1998 - [LAC] Roncevaux: Échos d'une bataille. Évocation musicale de la "Chanson de Roland". Ensemble Lachrimae Consort, Ensemble vocal "La Trulla de Bozes". Philippe Foulon. Mandala MAN 4953. Dades a medieval.org - (anglès)
- 1999 - [CON] The Victory of Santiago. Voices of Renaissance Spain. The Concord Ensemble. Dorian 90274. Dades a medieval.org - (anglès)
- 1999 - [ORP] Fuenllana. Libro de música para vihuela, intitulado Orphénica Lyra. Orphénica Lyra. José Miguel Moreno. Glossa 920204. 1999.
- 2000 - [REI] Carlos V. Mille Regretz: La Canción del Emperador. La Capella Reial de Catalunya. Hespèrion XXI. Jordi Savall. Alia Vox AV 9814. Dades a medieval.org - (anglès)
- 2000 - [HAR] Fire-Water. The Spirit of Renaissance Spain. The Harp Consort, The King's Singers'. Andrew Lawrence-King. RCA
- 2001 - [MAG] Iudicii Signum. Capella de Ministrers. Carles Magraner. Licanus CDM 0203. Dades a medieval.org - (anglès)
- 2003 - [VOC] Oyd, oyd, los vivientes. Llibre Vermell de Montserrat - La Justa. Collegium Vocale de Madrid, Kaléndula, Ensemble instrumental "La Danserye". M. Á. Jaraba. Lachrimae LCD 9711. Dades a medieval.org - (anglès)
- 2004 - [CAT] Villancicos y Danzas Criollas. De la Ibéria Antigua al Nuevo Mundo, 1559-1759. La Capella Reial de Catalunya, Hespèrion XXI. Jordi Savall. Alia Vox AV 9834. Dades a medieval.org - (anglès)
- 2005 - [ARM] Mateo Flecha: Ensaladas. La Stagione Armonica. Sergio Balestracci. CPO 7770702
- 2005 - [ROS] El Espíritu del Siglo de Oro. Pro Música Antiqua Rosario. IRCO-274
- 2007 - [SAC] El Fuego. Les Sacqueboutiers. Ambroisie AM 129